# Michel Pensée
Michel Pensée Billong (Yaoundé, 1973. június 16. –) kameruni labdarúgóhátvéd.
A kameruni válogatott színeiben részt vett az 1998-as labdarúgó-világbajnokságon és a 2001-es konföderációs kupán.